# Прапор Родинського
Міськи́й пра́пор Родинського — офіційний символ міста Родинське. Затверджений 2015 року рішенням Родинської міськради. Автор — Віталій Лутфулович Шайгарданов.

## Опис
Полотнище, з традиційним співвідношенням сторін у 2х3 вигляді декоративно-графічного пейзажу безкрайнього Донецького степу: чисте біле небо - символ миру, простору та свободи (3/4 площі фону) і чорна земля з її багатими корисними копалинами (1/4 площі фону), на який видно три терикони містоутворюючих шахт «Запорізької», «Краснолиманської» та «Родинської», завдяки будівництву яких у 1950 році отримало свою назву робітниче селище Родинське.
Об'єднує терикони Емблема шахтарської праці — схрещені молотки золотого (жовтого) кольору. У нижній частині полотнища Прапора зображена п'ятипроменева зірка золотистого кольору; знак «сонячного каменю» — вугілля, що дає людям тепло і світло, а також символ на честь численних світових рекордів видобутку вугілля уславленими шахтарями-земляками.
Вінчає шахтарську Емблему восьмипроменева зірка білого кольору — символ віри та надії у краще майбутнє Родинського.